# Murakamiïta
La murakamiïta és un mineral de la classe dels silicats, que pertany al grup de la wol·lastonita. Rep el nom en honor del professor emèrit Nobuhide Murakami (1923–1994) de la Universitat Yamaguchi, al Japó.

## Característiques
La murakamiïta és un silicat de fórmula química Ca₂LiSi₃O₈(OH). Va ser aprovada com a espècie vàlida per l'Associació Mineralògica Internacional l'any 2016, i la primera publicació data del 2017. Cristal·litza en el sistema triclínic. La seva duresa a l'escala de Mohs es troba entre 4,5 i 5. És un piroxenoide que conté hidrogen amb tres-periodicitat de tetraedres SiO₄ i anàleg amb liti de la pectolita i amb calci de la tanohataïta.
L'exemplar que va servir per a determinar l'espècie, el que es coneix com a material tipus, es troba conservat a les col·leccions mineralògiques del Museu Nacional de la Natura i la Ciència (Japó), amb el número d'espècimen: nsm m4491.

## Formació i jaciments
Va ser descoberta a l'Illa Iwagi, una illa que es troba al mar Interior de Seto, a la prefectura d'Ehime (Japó). Es tracta de l'únic indret de tot el planeta on ha estat descrita aquesta espècie mineral.